# 得勝花園
得勝花園位於澳門半島松山南麓，士多紐拜斯大馬路及得勝馬路間之公園，其歷史價值已為澳門政府所評定。公園佔地若二千平方尺，面積較澳門各個公園狹小，然卻位於澳門交通繁忙的中區，為市民大眾帶來一個安舒的空間。

## 歷史
得勝花園昔日為龍田村的範圍，面積不大，約為1950平方米，園內中央建有得勝紀念碑。得勝花園曾多次易名，過去曾先後稱為「懊悔者之園」(Campo dos Arrependidos)、「勝利之園」(Campo da Vitória)、「得勝廣場」及「得勝前地」(Praça da Vitória)。但無論名稱如何，都是圍繞著1622年6月戰勝荷蘭人的事件而命。
1622年葡荷澳門戰役中，荷蘭派遣15艘載有800名海軍艦隊進侵澳門地區。由於駐澳葡萄牙軍隊勢孤力弱，只能倚靠澳門居民、黑人奴隸協助及憑數個高地炮台抵敵。傳說就在現花園所在地附近，成功擊中荷軍彈藥運輸車，重創荷軍指揮官，並於今海角遊雲俘虜一些荷軍士兵。為紀念此事蹟，葡人於1871年3月於內建碑留念，該大理石碑命名為《戰勝荷蘭紀念碑》。公園亦因此命名為得勝花園。值得一提的是戰勝荷蘭人當天（6月24日）正是聖若翰日，自此聖若翰亦成為澳門區的主保。
在過去花園前身是華士古達嘉馬花園中林蔭大道的一部分，昔日還設有奏樂亭、噴水池和石製十字架，比現在面積要大，隨著時間的推移，花園的面積亦不斷減少而且政治意味亦日淡，人們早已忘記了過去的戰爭。

## 設備
園內設有各類休憩設施供遊人歇息，以及多個健身器材供大眾使用。

## 鄰近
- 皇都酒店
- 澳門治安警察局交通廳
- 高美士中葡中學
- 陳瑞祺永援中學
- 粵華中學
- 塔石廣場

## 交通

### 巴士
M72 陳瑞祺中學（Esc. Chan Sui Ki）
路線：17、28C

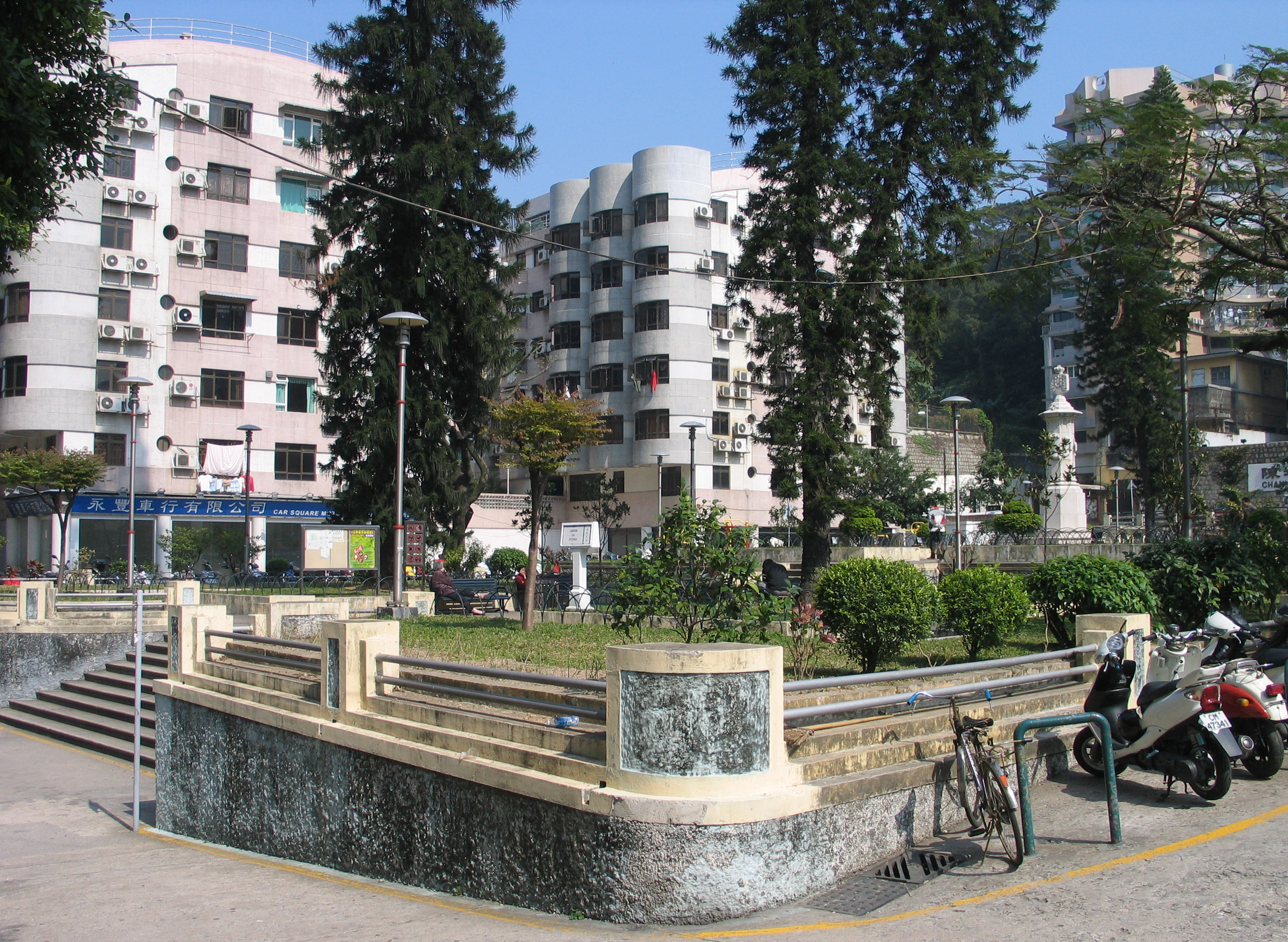
得勝花園

M73 得勝花園（Jardim da Vitória）
路線：2、2A、4、9、9A、12、18、18A、18B、19、22、25、25B、H2
M85 羅利老／得勝花園（Adolfo Loureiro / Jardim da Vitória）
路線：8A